# Cucharmoy
Cucharmoy est une ancienne commune française située dans le département de Seine-et-Marne en région Île-de-France.
Elle a fusionné le 1er janvier 2019 avec Chenoise pour former la commune nouvelle de Chenoise-Cucharmoy.

## Géographie

### Localisation
Le village est situé à environ 10 km au nord-ouest de Provins et à 16 km au nord-est de Nangis.

### Communes limitrophes
| Saint-Just-en-Brie | Chenoise                  |                      |
| Vieux-Champagne    | Cucharmoy                 |                      |
| Maison-Rouge       | La Chapelle-Saint-Sulpice | Vulaines-lès-Provins |

### Hydrographie
Le système hydrographique de Cucharmoy se compose d'un seul cours d'eau référencé : le ruisseau l’ Yvron, long de 30,07 km, affluent de l'Yerres en rive gauche, qui limite la commune au nord-ouest.
Sa longueur totale sur la commune est de 1,19 km.

## Urbanisme

### Lieux-dits et écarts
La commune comptait  49 lieux-dits administratifs répertoriés dont deux hameaux : Le Plessis aux Tournelles (siège de la mairie), le Chanoy.

### Occupation des sols
En 2018, le territoire de la commune se répartit en 98,2 % de terres arables, 1,8 % de forêts et < 0,5 % de milieux à végétation arbusive et/ou herbacée,,.

### Logement
Depuis le 1 janvier 2019, Chenoise est rattachée à la nouvelle commune de Chenoise-Cucharmoy (77109).
En 2016, le nombre total de logements dans la commune était de 741 dont 86 % de maisons et 12,4 % d’appartements.
Parmi ces logements, 84,7 % étaient des résidences principales, 4,6 % des résidences secondaires et 10,6 % des logements vacants.
La part des ménages propriétaires de leur résidence principale s’élevait à 74,3 % contre 23,1 % de locataires, dont 9,4 % de logements HLM loués vides (logements sociaux) et 2,6 % logés gratuitement.

## Toponymie
Le nom de la localité est mentionné sous les formes Cuchimillus villa et capella in pago Meledunensi vers 700 (acte fabriqué au XIe siècle)  ; Cuchermoi vers 1222 ; Cucharmeium en 1231 ; Cuchermetum en 1238 ; Cuichermoi en 1265 ; Cucharmoi en vers 1270 ; Cuchermeium au XIIIe siècle ; Cuichermoi en 1301 ; Chuchermoy au XIVe siècle ; Cocharmois vers 1350 ; J. de Cucharmoyo au XIVe ; Cuchermoy en Brye en 1535 ; Cul Charmoy en 1690,.

## Histoire
L'église paroissiale dédiée à sainte Geneviève appartient au diocèse de Sens, doyenné de Provins.
En 1560, Charles IX, fils d'Henri II et de Catherine de Médicis, est roi à 10 ans. Sa mère assure la régence. Les guerres de religion éclatent. L’église de Vanvillé est brûlée par les protestants. En 1562, le prince de Condé brûle Cucharmoy et Saint-Just. En 1567, l’armée protestante pille Montereau, Bray et Nogent-sur-Seine, dévaste Chalautre-la-Petite et Chalmaison[réf. nécessaire].
En 1776, Cucharmoy comptait 70 feux et 200 communiants[réf. nécessaire].
En 1839, le village, situé dans une plaine compte 326 habitants. Son terroir est en terres labourables et bois.
La mairie-école était excentrée jusqu'en 1887 et se trouvait  à Cucharmoy, à environ 3 km du centre d’habitation de la population. La municipalité décide alors la construction d’une école et d’une mairie au Plessis-aux-Tournelles. La nouvelle mairie-école est mise en service en 1888.
Le 1er janvier 2019, la commune fusionne avec Chenoise pour former la commune nouvelle de Chenoise-Cucharmoy dont la création est actée par un arrêté préfectoral du 29 octobre 2018.

## Politique et administration

### Intercommunalité
La commune était membre de la petite communauté de communes de la Gerbe, créée fin 1993.
Dans le cadre de la réforme des collectivités territoriales françaises, par la loi de réforme des collectivités territoriales du 16 décembre 2010 (dite loi RCT)  destinée à permettre notamment l'intégration de la totalité des communes dans un EPCI à fiscalité propre, la suppression des enclaves et discontinuités territoriales et les modalités de rationalisation des périmètres des établissements publics de coopération intercommunale et des syndicats mixtes existants, l'intercommunalité a fusionné avec sa voisine créant le 2 avril 2013 une nouvelle communauté de communes du Provinois, dont est désormais membre la commune.

### Création de la commune nouvelle
Les communes de Chenoise et de Cucharmoy, confrontées à une baisse des dotations financières de l'État et qui avaient de nombreuses coopération, ont décidé de fusionner le 1er janvier 2019 sous le régime des communes nouvelles.
La nouvelle commune est dénommée Chenoise-Cucharmoy.

### Liste des maires

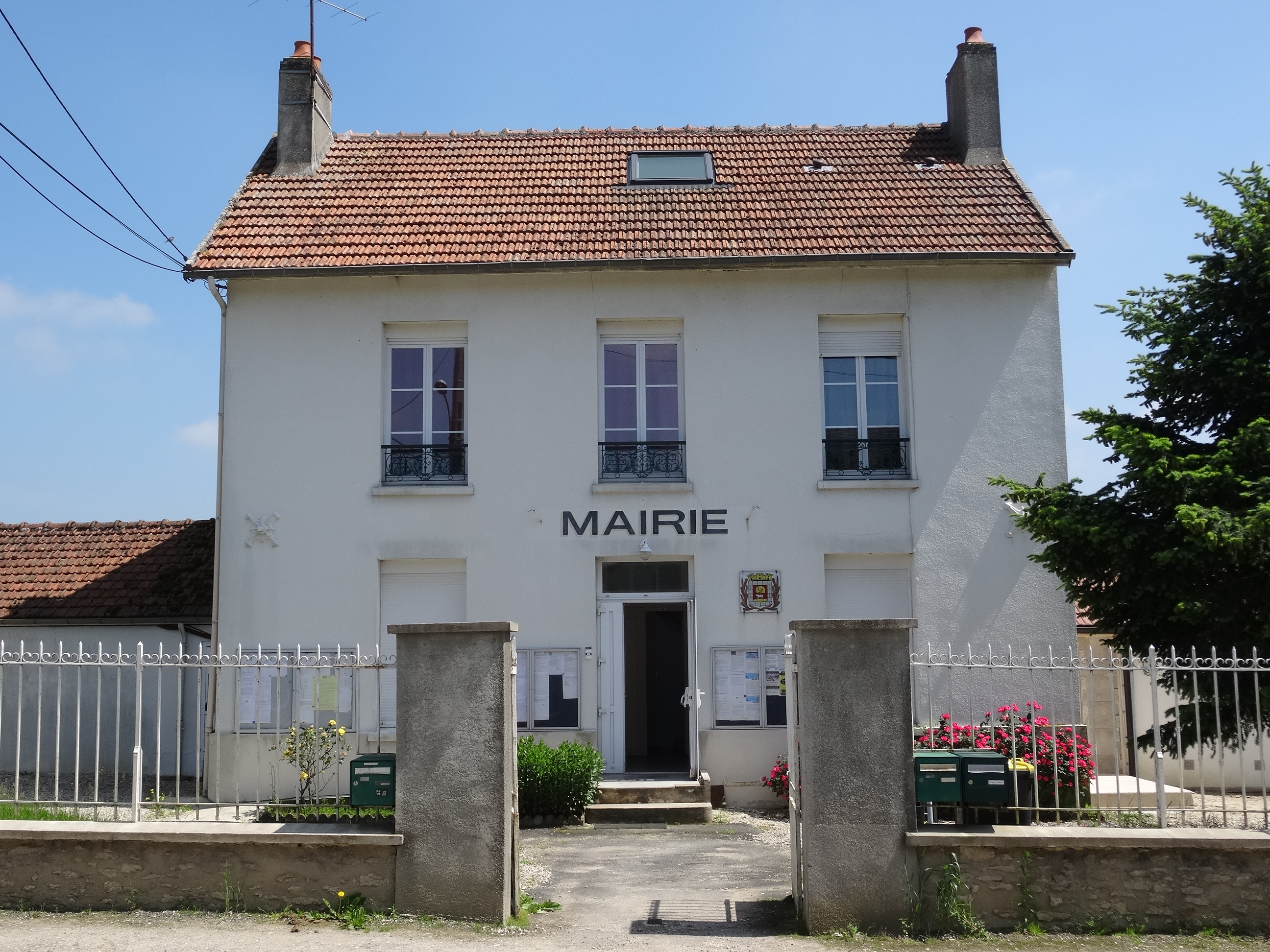
La mairie (Le Plessis aux Tournelles).

| Période                                  | Période       | Identité                       | Étiquette | Qualité                  |
| ---------------------------------------- | ------------- | ------------------------------ | --------- | ------------------------ |
| Les données manquantes sont à compléter. |               |                                |           |                          |
| 1800                                     |               | M. Cocquet                     |           |                          |
| 1801                                     |               | M. Houllier                    |           |                          |
| 1804                                     |               | M. Houllier                    |           |                          |
| 1822                                     | 1838          | Pierre-Charles-Philippe Coquet |           | Cultivateur              |
| 1838                                     | 1848          | Pierre-François Champenois     |           | Propriétaire-cultivateur |
| 1848                                     | 1875          | Prosper Bernard                |           | Propriétaire             |
| 1875                                     | 1879          | Auguste Chevrolle              |           | Propriétaire cultivateur |
| 1879                                     | 1881          | Charles Bureau                 |           | Cultivateur              |
| 1881                                     | 1884          | Auguste Chevrolle              |           | Cultivateur              |
| 1884                                     | 1900          | Louis Prenant                  |           | Cultivateur              |
| 1900                                     |               | Auguste-François Conénon       |           | Cultivateur              |
| 1908                                     |               | Achille Martin                 |           | Agriculteur retraité     |
| 1919                                     |               | Michel Rondier                 |           | Cultivateur              |
| 1932                                     |               | Victor Santerre                |           |                          |
| 1937                                     |               | Jules Santerre                 |           |                          |
| 1947                                     | 1971          | Ernest Begis                   |           |                          |
| 1971                                     | 1989          | Pierre Paul                    |           |                          |
| Les données manquantes sont à compléter. |               |                                |           |                          |
| 1995                                     | 2001          | Pierre Dherin                  |           |                          |
| 2001                                     | 2008          | Irène Lemire                   |           |                          |
| 2008                                     | 2014          | Jean-Claude Bilheux            |           |                          |
| 2014                                     | décembre 2018 | Dominique Verdenet             |           |                          |

## Population et société

### Démographie
L'évolution du nombre d'habitants est connue à travers les recensements de la population effectués dans la commune depuis 1793. Pour les communes de moins de 10 000 habitants, une enquête de recensement portant sur toute la population est réalisée tous les cinq ans, les populations de référence des années intermédiaires étant quant à elles estimées par interpolation ou extrapolation. Pour la commune, le premier recensement exhaustif entrant dans le cadre du nouveau dispositif a été réalisé en 2008.

En 2016, la commune comptait 225 habitants, en évolution de −7,02 % par rapport à 2010 (Seine-et-Marne : +3,92 %, France hors Mayotte : +2,11 %).
| 1793 | 1800 | 1806 | 1821 | 1831 | 1836 | 1841 | 1846 | 1851 |
| ---- | ---- | ---- | ---- | ---- | ---- | ---- | ---- | ---- |
| 270  | 282  | 251  | 246  | 256  | 326  | 319  | 324  | 313  |

| 1856 | 1861 | 1866 | 1872 | 1876 | 1881 | 1886 | 1891 | 1896 |
| ---- | ---- | ---- | ---- | ---- | ---- | ---- | ---- | ---- |
| 305  | 315  | 312  | 322  | 333  | 287  | 287  | 298  | 302  |

| 1901 | 1906 | 1911 | 1921 | 1926 | 1931 | 1936 | 1946 | 1954 |
| ---- | ---- | ---- | ---- | ---- | ---- | ---- | ---- | ---- |
| 311  | 308  | 288  | 246  | 272  | 274  | 273  | 287  | 274  |

| 1962 | 1968 | 1975 | 1982 | 1990 | 1999 | 2006 | 2008 | 2013 |
| ---- | ---- | ---- | ---- | ---- | ---- | ---- | ---- | ---- |
| 249  | 223  | 185  | 195  | 196  | 223  | 235  | 238  | 226  |

| 2016 | - | - | - | - | - | - | - | - |
| ---- | - | - | - | - | - | - | - | - |
| 225  | - | - | - | - | - | - | - | - |

La densité de population était de 18,47 habitants par km² en 2007. Le nombre de logements a été estimé à 118 en 2007 ; ces logements se composaient de 98 résidences principales, 17 résidences secondaires ou occasionnels ainsi que 3 logements vacants.

### Enseignement
Les enfants de la commune sont scolarisés, en 2018, à Chenoise.

## Économie
voir Chenoise-Cucharmoy

## Culture locale et patrimoine

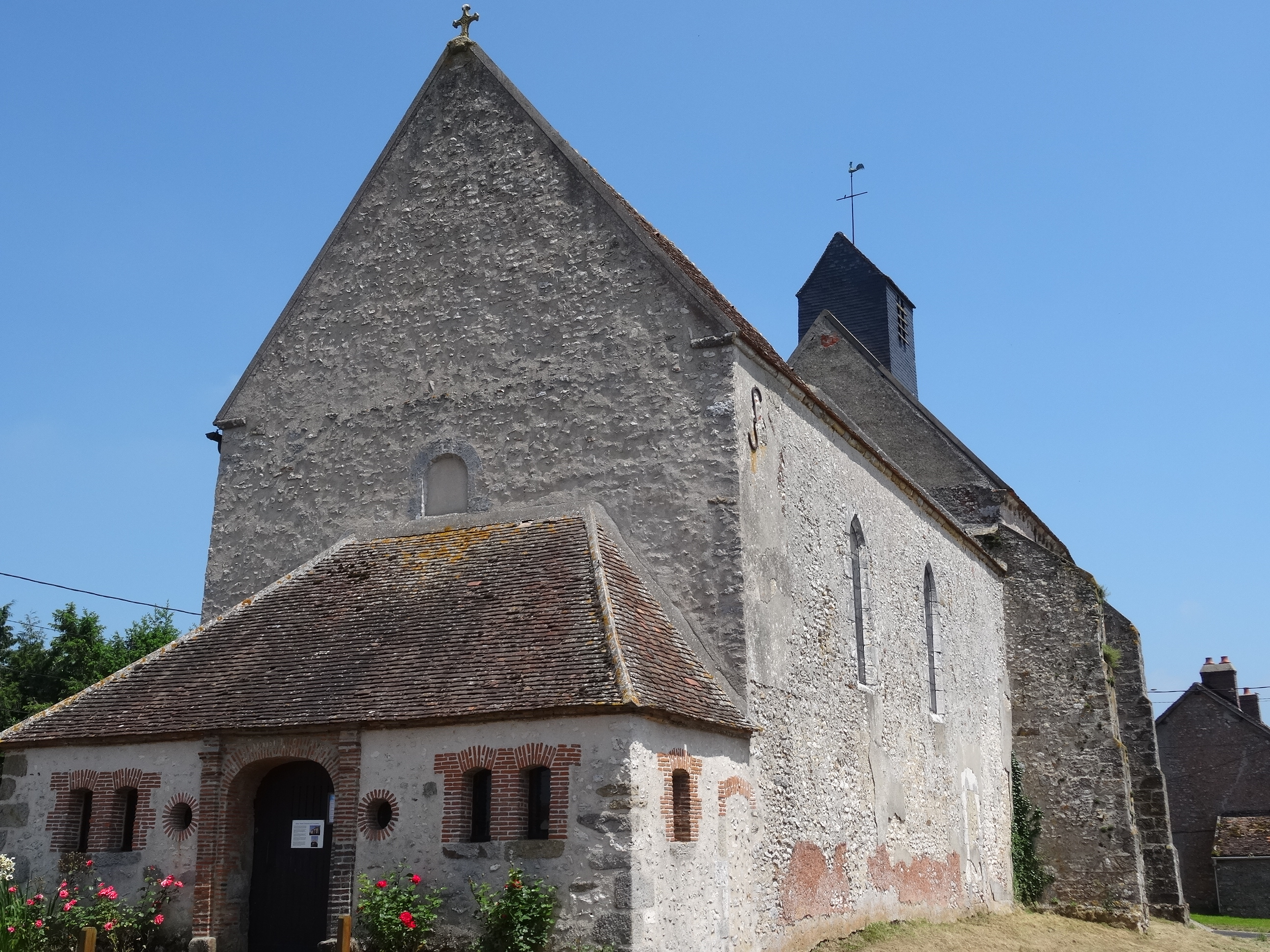
L'église Sainte Geneviève.

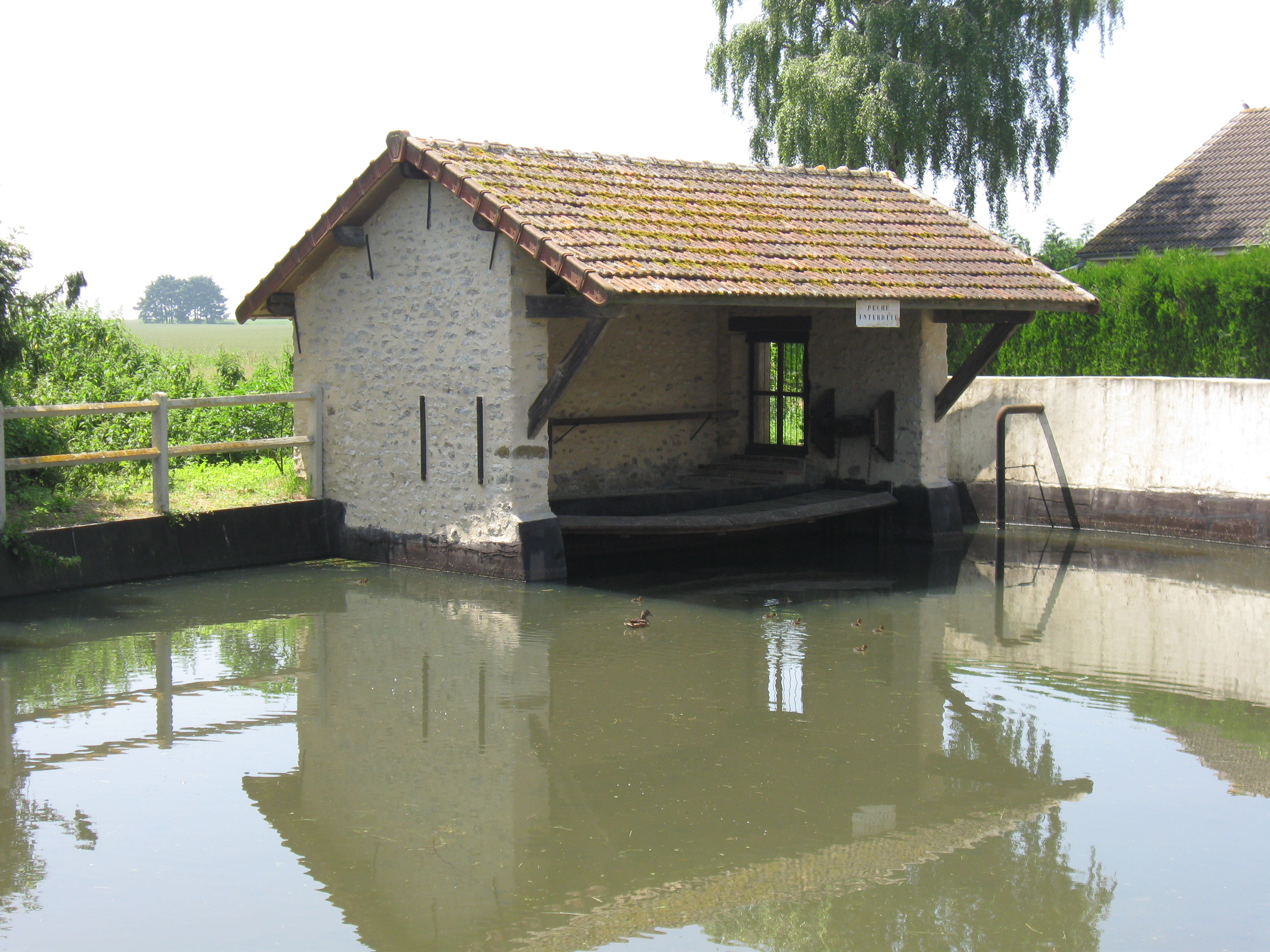
Le lavoir de Cucharmoy.

### Monuments et lieux remarquables
- L'église Sainte-Geneviève  Inscrit MH (1983)[29],[30]. La partie la plus ancienne de l'édifice est le chœur, construit au XIIe siècle.

La nef est flanquée d'un seul bas-côté au nord. Le porche d'entrée aux baies nervurées de briques, appelé caquetoir, constitue vraisemblablement un ajout ultérieur, puisqu'il bouche partiellement une baie de la nef, ;
- Jardin d'agrément et parc du château du Plessis-aux-Tournelles (Lieu-dit Le Four à Chaux),  Inscrit MH[33].

### Autres lieux et monuments
- Vestiges de l'ancien château du Plessis (Le Plessis aux Tournelles)[34] : probablement rasé à la mort de la duchesse de Fleury en 1802, racheté par un chaudronnier qui va exploiter les matériaux, M. A. de Genoude rachète le domaine, (dont la ferme) en décembre 1826, pour la somme de 300 000 Frs, son épouse Léontine de Fleury y exploitera une ferme modèle et créera des jardins[35].
- Les lavoirs de Cucharmoy et du Plessis aux Tournelles, de la fin du XIXe siècle, restaurés en 1996, possèdent un mécanisme en bois qui permettait aux lavandières de rester au niveau de l'eau.

### Personnalités liées à la commune
- André Hercule de Rosset de Rocozels de Fleury, duc et pair de Fleury (1715-1788), baron du Plessis aux tournelles[réf. nécessaire].
- André Hercule Marie Louis de Rosset de Rocozels de Fleury (1767-1810). Duc et pair de Fleury, premier gentilhomme de la Chambre du Roi, chevalier des Hôpitaux de sa Majesté, lieutenant général des armées, gouverneur de Lorraine et du Barrois, gouverneur particulier de la ville et de la citadelle de Nancy, gouverneur d'Aigues-Mortes, sénéchal de Carcassonne, Béziers et Limoux, seigneur de Ceilhes et Rocozels, de Lespignan… Fils d'André Hercule de Rosset de Rocozels de Fleury, duc et pair de Fleury (1715-1788), et de madame Anne de Montceaux d'Auxy, dame du Palais.
- Antoine Eugène Genoud, dit abbé de Genoude, journaliste puis ecclésiastique au décès de son épouse Léontine de Fleury (propriétaires du château du Plessis aux tournelles le 30.12.1826), né le 9 février 1792 à Montélimar et mort le 19 avril 1849 à Hyères[réf. nécessaire].

### Héraldique
| Blason de Cucharmoy | Blason  | De gueules au charme d'or posé sur un tertre du même, au mouton d'argent brochant sur le tout ; à la bordure d'argent maçonnée de sable. |
| Blason de Cucharmoy | Détails | Création de Jean-Claude Molinier adoptée par la municipalité le 24 septembre 1998.                                                       |